# Scharnweberstraße (metropolitana di Berlino)
Scharnweberstraße è una stazione della linea U6 della metropolitana di Berlino. Fu costruita nel 1958 da B. Grimmek, durante i lavori di ampliamento della linea 6. Il suolo per la massicciata su cui la stazione è stata costruita fu ricavato dagli scavi effettuati per la linea U9, che venne costruita in parallelo.
È posta sotto tutela monumentale (Denkmalschutz).

## Servizi
La stazione dispone di:
- Fermata autobus di passaggio

### Testi di approfondimento
- (DE) Henriette Heischkel, U-Bahnhöfe der Linien U6 und U9, in Adrian von Buttlar, Kerstin Wittmann-Englert e Gabi Dolff-Bonekämper (a cura di), Baukunst der Nachkriegsmoderne. Architekturführer Berlin 1949–1979, Berlino, Dietrich Reimer Verlag, 2013,  pp. 271-272, ISBN 978-3-496-01486-7.